# Yerupajá
O Yerupajá é um pico da Cordilheira dos Andes localizado no Peru, com 6617m, sendo a terceira montanha mais alta do país, atrás do Huascarán Norte e do Huascarán Sul. Seu nome vem do quéchua “amanhecer branco” (yuraq: branco; pajaj: amanhecer).
Possui grande interesse esportivo já que suas faces têm grande inclinação, não havendo vias fáceis até o cume. O codinome de Carniceiro foi dado no livro de John Sack que narra os eventos da primeira ascensão.

## Geografia e Geomorfologia
O Yerupajá está na fronteira tríplice dos departamentos peruanos de Áncash, Huánuco e Lima, e é o ponto mais alto da Cordilheira de Huayhuash. Esse grupo de montanhas é uma extensão ao sul da Cordilheira Branca do Peru e com essa comparte a característica de ter um grau de umidade muito superior à dos Andes Centrais e da Puna do Atacama, de forma que a quantidade de neve e gelo nas partes mais altas das montanhas é muito maior do que nas montanhas mais ao sul.
O Yerupajá  faz parte da Bacia do Rio Amazonas, sendo inclusive seu ponto culminante, com o rio Maranhão (Marañon em espanhol) que é um dos formadores do Amazonas nascendo nas encostas a oeste da Cordilheira Huayhuash.

## Montanhismo
A primeira ascensão ocorreu em 1950, por parte de uma equipe do Clube de Montanhismo de Harvard, tendo David Harrah e James Maxwell chegado ao cume em 31/07/1950. A descida do par foi acidentada, tendo Harrah perdido todos os dedos dos pés e Maxwell metade de três dedos.

Uma equipe argentina foi a primeira a subir o cume sul, com Ulises Vitale e Humberto Vasalla em 3 de agosto de 1958.

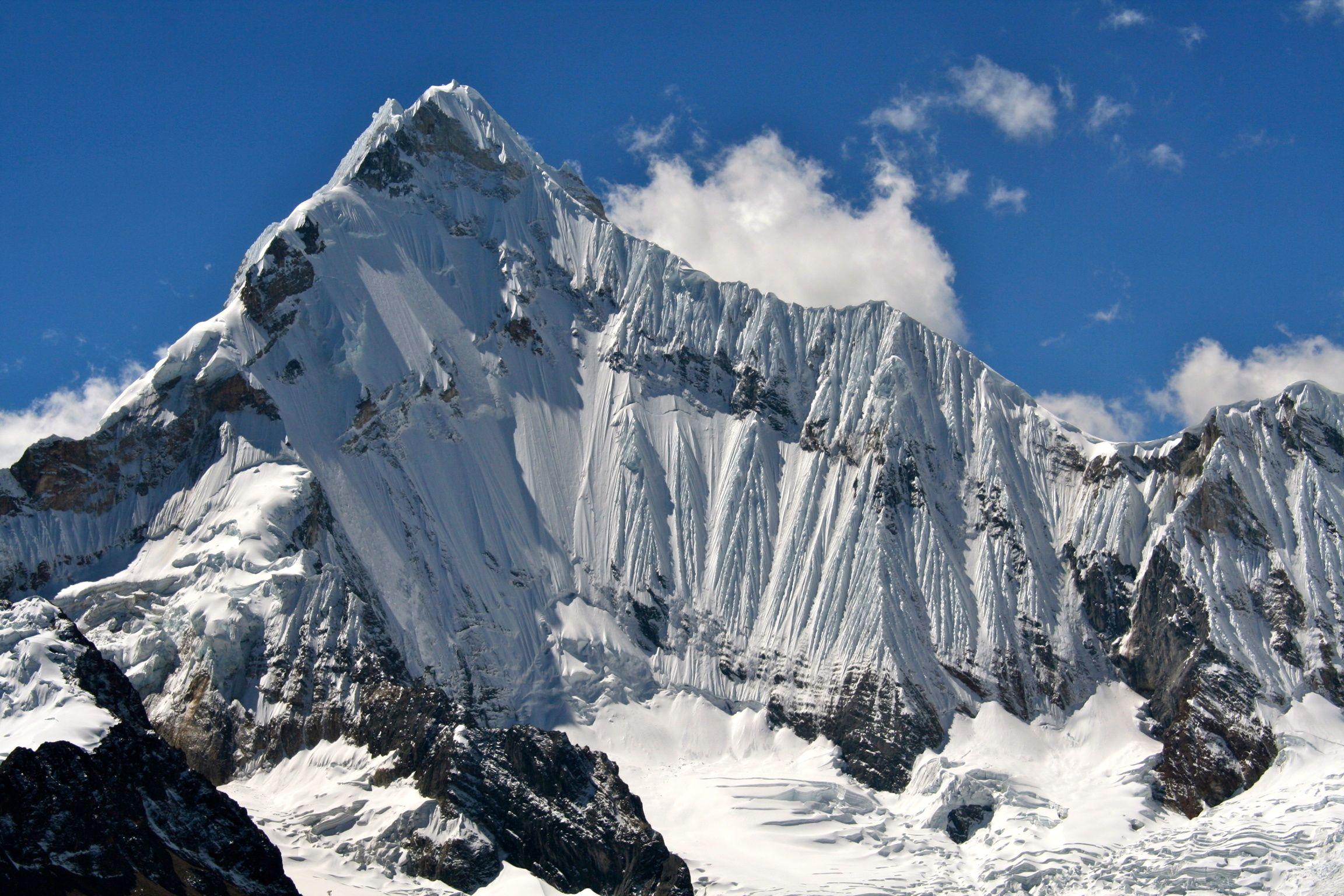
A vertente sul do Yerupajá

Entre 1950 e 1966 foram quinze tentativas fracassadas até que quatro equipes, americanos, suíços, japoneses e argentinos conseguissem chegar novamente ao cume principal em 1966.
Em 1969 dois fortes times em uma expedição austríaca chegaram ao cume por uma nova via, sendo uma cordada de Reinhold Messner e Peter Habeler (que mais tarde seriam os primeiros a subir o Everest sem oxigênio artificial) e a outra com Sepp Mayerl e Egon Wurm.
Posteriormente, as atividades do grupo revolucionário Sendero Luminoso na região levaram a uma parada nas atividades de montanhismo nos anos 80 e 90 do século XX (à exceção de uma dupla de austríacos que sofreram um acidente fatal após chegarem ao cume), ocorrendo a primeira nova ascensão tão somente em 2001, em uma escalada solo do equatoriano Santiago Quintero.
Até 2016 não havia registro de escaladas por brasileiros no Yerupajá.

Hoje existem mais de vinte vias e variantes no Yerupajá, partindo normalmente de campos base nas lagoas Jahuacocha, a oeste ou Carhuacocha, a leste. 